# Tiro nos Jogos Olímpicos de Verão de 1912

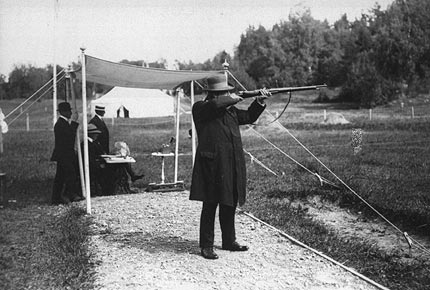
Oscar Swahn, da Suécia, durante um dos eventos do tiro em 1912

O tiro nos Jogos Olímpicos de Verão de 1912 foi realizado em Estocolmo, na Suécia, com dezoito eventos disputados.

## Eventos do tiro
Masculino: Tiro rápido 25 m | Pistola livre 50 metros | Pistola militar 30 m por equipe | Pistola militar 50 m por equipe | Carabina deitado 50 m | Carabina três posições 300 m | Carabina 600 m | Carabina militar três posições 300 m | Carabina militar por equipe | Carabina por equipe | Carabina 25 m | Carabina 25 m por equipe | Carabina 50 m por equipe | Tiro simples ao veado | Tiro duplo ao veado | Tiro simples ao veado por equipe | Fossa olímpica | Tiro ao pombo por equipe

## Tiro rápido 25 m masculino
| Pos. | País                 | Atletas         | Pontos |
| ---- | -------------------- | --------------- | ------ |
|      | Estados Unidos (USA) | Alfred Lane     | 287    |
|      | Suécia (SWE)         | Paul Palén      | 286    |
|      | Suécia (SWE)         | Johan von Holst | 283    |

## Pistola livre 50 m masculino
| Pos. | País                 | Atletas         | Pontos |
| ---- | -------------------- | --------------- | ------ |
|      | Estados Unidos (USA) | Alfred Lane     | 499    |
|      | Estados Unidos (USA) | Peter Dolfen    | 474    |
|      | Grã-Bretanha (GBR)   | Charles Stewart | 470    |

## Pistola militar 30 m por equipe masculino
| Ouro                                                                                                | Prata | Bronze |
| Suécia (SWE) Total pontos/tiros: 1145/120 Eric Carlberg Vilhelm Carlberg Johan van Holst Paul Palén | Rússia (RUS) Total pontos/tiros: 1091/118 Amos Kash Nikolai Melnitsky Pavel Voiloshnikov Grigori Panteleimonov | Grã-Bretanha (GBR) Total pontos/tiros: 4652/117 Hugh Durant Albert Kempster Charles Stewart Horatio Poulter |

## Pistola militar 50 m por equipe masculino
| Ouro                                                                                    | Prata                                                                                      | Bronze                                                                                            |
| Estados Unidos (USA) Total pontos: 1916 Alfred Lane Henry Sears Peter Dolfen John Dietz | Suécia (SWE) Total pontos: 1849 Georg de Laval Eric Carlberg Vilhelm Carlberg Erik Boström | Grã-Bretanha (GBR) Total pontos: 1804 Horatio Poulter Hugh Durant Albert Kempster Charles Stewart |

## Carabina deitado 50 m masculino
| Pos. | País                 | Atletas        | Pontos |
| ---- | -------------------- | -------------- | ------ |
|      | Estados Unidos (USA) | Frederick Hird | 194    |
|      | Grã-Bretanha (GBR)   | William Milne  | 193    |
|      | Grã-Bretanha (GBR)   | Harold Burt    | 192    |

## Carabina três posições 300 m masculino
| Pos. | País            | Atletas      | Pontos |
| ---- | --------------- | ------------ | ------ |
|      | França (FRA)    | Paul Colas   | 987    |
|      | Dinamarca (DEN) | Lars Madsen  | 981    |
|      | Dinamarca (DEN) | Niels Larsen | 962    |

## Carabina 600 m masculino
| Pos. | País                 | Atletas      | Pontos  |
| ---- | -------------------- | ------------ | ------- |
|      | França (FRA)         | Paul Colas   | 94 (91) |
|      | Estados Unidos (USA) | Carl Osburn  | 94 (90) |
|      | Estados Unidos (USA) | John Jackson | 93 (90) |

## Carabina militar três posições 300 m masculino
| Pos. | País                 | Atletas         | Pontos  |
| ---- | -------------------- | --------------- | ------- |
|      | Hungria (HUN)        | Sándor Prokopp  | 97      |
|      | Estados Unidos (USA) | Carl Osburn     | 95 (99) |
|      | Noruega (NOR)        | Engebret Skogen | 95 (91) |

## Carabina militar por equipe masculino
| Ouro | Prata | Bronze |
| Estados Unidos (USA) Total pontos: 1687 Cornelius Burdette Allan Briggs Harry Adams John Jackson Carl Osburn Warren Sprout | Grã-Bretanha (GBR) Total pontos: 1602 Harcourt Ommundsen Henry Burr Edward Skilton James Reid Edward Parnell Arthur Fulton | Suécia (SWE) Total pontos: 1570 Mauritz Eriksson Verner Jernström Tönnes Björkman Carl Björkman Bernhard Larsson Carl Johansson |

## Carabina por equipe masculino
| Ouro | Prata | Bronze |
| Suécia (SWE) Total pontos: 5655 Mauritz Eriksson Carl Johansson Erik Blomqvist Carl Björkman Bernhard Larsson Gustaf Jonsson | Noruega (NOR) Total pontos: 5605 Gudbrand Skatteboe Ole Sæther Østen Østensen Albert Helgerud Olaf Sæther Einar Liberg | Dinamarca (DEN) Total pontos: 5529 Ole Olsen Lars Madsen Niels Larsen Niels Andersen Laurits Larsen Jens Hajslund |

## Carabina 25 m masculino
| Pos. | País         | Atletas          | Pontos |
| ---- | ------------ | ---------------- | ------ |
|      | Suécia (SWE) | Vilhelm Carlberg | 242    |
|      | Suécia (SWE) | Johan von Holst  | 233    |
|      | Suécia (SWE) | Gideon Ericsson  | 231    |

## Carabina 25 m por equipe masculino
| Ouro                                                                                        | Prata                                                                                      | Bronze                                                                                                 |
| Suécia (SWE) Total pontos: 925 Johan von Holst Eric Carlberg Vilhelm Carlberg Gustav Boivie | Grã-Bretanha (GBR) Total pontos: 917 William Pimm Joseph Pepe William Milne William Styles | Estados Unidos (USA) Total pontos: 881 Frederick Hird Warren Sprout William McDonnell William Leushner |

## Carabina 50 m por equipe masculino
| Ouro                                                                                         | Prata                                                                                          | Bronze                                                                                           |
| Grã-Bretanha (GBR) Total pontos: 925 William Pimm Edward Lessimore Joseph Pepe Robert Murray | Suécia (SWE) Total pontos: 917 Arthur Nordenswan Eric Carlberg Ruben Örtegren Vilhelm Carlberg | Estados Unidos (USA) Total pontos: 881 Warren Sprout William Leushner Frederick Hird Carl Osburn |

## Tiro simples ao veado masculino
| Pos. | País            | Atletas          | Pontos  |
| ---- | --------------- | ---------------- | ------- |
|      | Suécia (SWE)    | Alfred Swahn     | 41 (20) |
|      | Suécia (SWE)    | Åke Lundeberg    | 41 (17) |
|      | Finlândia (FIN) | Nestori Toivonen | 41 (11) |

## Tiro duplo ao veado masculino
| Pos. | País         | Atletas          | Pontos |
| ---- | ------------ | ---------------- | ------ |
|      | Suécia (SWE) | Åke Lundeberg    | 79     |
|      | Suécia (SWE) | Edward Benedicks | 74     |
|      | Suécia (SWE) | Oscar Swahn      | 72     |

## Tiro simples ao veado por equipe masculino
| Ouro                                                                                | Prata                                                                                                  | Bronze                                                                                        |
| Suécia (SWE) Total pontos: 151 Alfred Swahn Oscar Swahn Åke Lundeberg Per Arvidsson | Estados Unidos (USA) Total pontos: 132 William McDonnell Walter Winans William Leushner William Libbey | Finlândia (FIN) Total pontos: 123 Axel Londen Nestori Toivonen Tivo Wäänänen Ernst Rosenquist |

## Fossa olímpica masculino
| Pos. | País                 | Atletas        | Pontos |
| ---- | -------------------- | -------------- | ------ |
|      | Estados Unidos (USA) | James Graham   | 96     |
|      | Alemanha (GER)       | Alfred Goeldel | 94     |
|      | Rússia (RUS)         | Harry Blau     | 91     |

## Tiro ao pombo por equipe masculino
| Ouro | Prata | Bronze |
| Estados Unidos (USA) Total pontos: 532 Charles Billings Ralph Spotts John Hendrickson James Graham Edward Gleason Frank Hall | Grã-Bretanha (GBR) Total pontos: 511 John Butt William Grosvenor Harry Humby Alexander Maunder Charles Palmer George Whitaker | Alemanha (GER) Total pontos: 510 Erich Graf von Bernstorff Franz von Zeidlitz und Leipe Horst Goeldel Albert Preuß Erland Koch Alfred Goeldel |

## Quadro de medalhas do tiro
| Ordem | País               | Medalha de ouro | Medalha de prata | Medalha de bronze | Total |
| ----- | ------------------ | --------------- | ---------------- | ----------------- | ----- |
| 1     | SWE Suécia         | 7               | 6                | 4                 | 17    |
| 2     | USA Estados Unidos | 7               | 4                | 3                 | 14    |
| 3     | FRA França         | 2               | 0                | 0                 | 2     |
| 4     | GBR Grã-Bretanha   | 1               | 4                | 4                 | 9     |
| 5     | HUN Hungria        | 1               | 0                | 0                 | 1     |
| 6     | DEN Dinamarca      | 0               | 1                | 2                 | 3     |
| 7     | GER Alemanha       | 0               | 1                | 1                 | 2     |
| 7     | NOR Noruega        | 0               | 1                | 1                 | 2     |
| 7     | RUS Rússia         | 0               | 1                | 1                 | 2     |
| 10    | FIN Finlândia      | 0               | 0                | 2                 | 2     |